# 費斯特蒂奇城堡

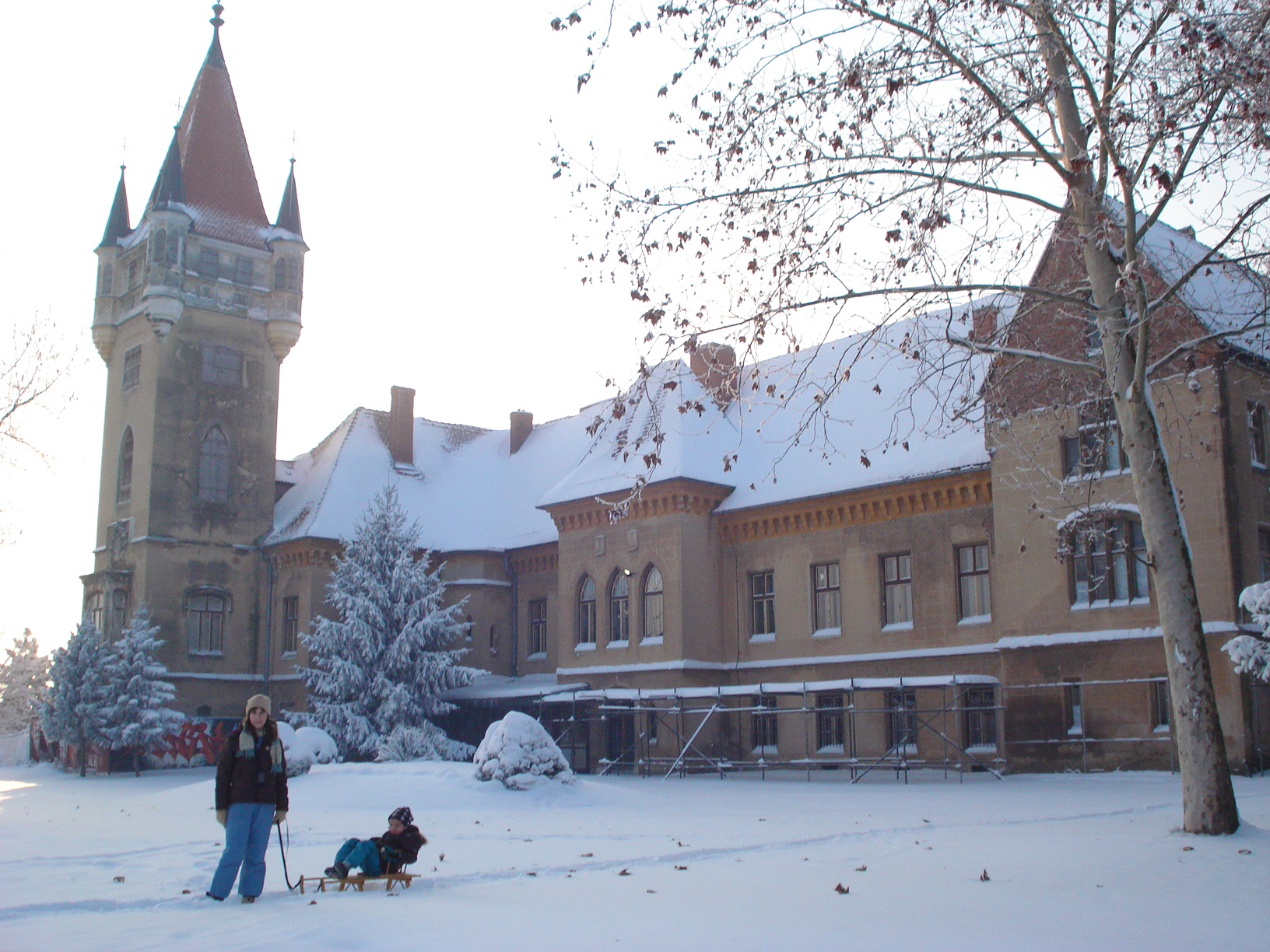
費斯特蒂奇城堡

費斯特蒂奇城堡是位於克羅埃西亞北部城市查科韋茨附近的城堡。這座城堡很可能修建於16世紀，由日林斯基家族所有至17世紀。1870年，城堡進行了重建。現在這座城堡是小學校的校舍。

## 外部連結
- Castles and mansions in Međimurje County （页面存档备份，存于）
- Feštetić Castle - southern side
- Feštetić Castle - eastern side （页面存档备份，存于）
- Current Renewal of the Feštetić Castle （页面存档备份，存于）

46°23′40″N 16°28′35″E / 46.39444°N 16.47639°E